# Rozpaky kuchaře Svatopluka
Rozpaky kuchaře Svatopluka je třináctidílný československý televizní seriál z roku 1985, založený na principu Kinoautomatu. Seriál natočila v roce 1984 Československá televize podle scénáře Jaroslava Dietla v režii Františka Filipa s Josefem Dvořákem v hlavní roli kuchaře Svatopluka Kuřátka i průvodce ve studiu.

## Princip kinoautomatu
Seriál se vysílal jednou měsíčně současně s přímým přenosem z televizního studia, kde byl natočený děj promítán asi pětašedesáti divákům ve studiu. Každý díl byl několikrát přerušen a tito diváci pak pomocí přístrojů s dvěma tlačítky volili, jak se má hlavní hrdina Svatopluk Kuřátko v dané situaci (typicky při hrozícím konfliktu s kolegy či nadřízenými) rozhodnout.
I díky nemožnosti jiné volby měl tehdy pořad velký ohlas a tvůrci se rozhodli v dalších dílech zapojit do hlasování i diváky u obrazovek formou rozsvěcování žárovek. Od druhého dílu byla na energetickém dispečinku sledována výchylka ve spotřebě elektřiny v celé republice, později televizní kamera snímala také rozsvěcování oken na pražském bohnickém sídlišti.

## Děj
Po návratu z vojny nastupuje Svatopluk Kuřátko (Josef Dvořák) jako kuchař na horské chatě. Vedle práce v kuchyni se také seznamuje se svou budoucí manželkou, pokojskou Hedvikou (Kateřina Macháčková). Zde musí řešit především problémové situace s kolegy z kuchyně a hotelové restaurace.
Kvůli plánované rekonstrukci má chata přerušit provoz a Svatopluk přechází na nové pracoviště, tentokrát již do funkce zástupce šéfkuchaře v lázeňském hotelu v Karlových Varech a musí řešit problémy s podřízenými nebo podnikovou kontrolou.
Jeho profesní růst tím nekončí, po několika dalších dílech seriálu se stává šéfkuchařem v dokončovaném interhotelu v Praze. Zde musí řešit konfliktní situace s jinými vedoucími pracovníky hotelu nebo s dodavateli vybavení kuchyně. Seriál končí slavnostním otevřením hotelu.

## Obsazení
- kuchař Svatopluk Kuřátko – Josef Dvořák
- šéfkuchař Havránek – Josef Bláha
- kuchař Šechtl – Jaroslav Moučka
- kuchař Křikava – Josef Somr
- kuchařka Sylva – Dagmar Veškrnová
- kuchařka Milada – Zuzana Bydžovská
- kuchařka Kolášková – Stella Zázvorková
- ředitel hotelu Slovan Kresl – Josef Větrovec
- recepční Šafaříková – Gabriela Vránová
- vrátný Divíšek – Robert Vrchota
- číšník Gráf – Vlastimil Brodský
- číšník Ferdinand Jirásek – David Matásek
- číšník Viktor Homola – Oldřich Vlach
- pokojská Hedvika (později Kuřátková) – Kateřina Macháčková
- paní Křikavová – Jiřina Bohdalová
- šéfkuchař hotelu Grand Bohuslav Slíva – Karel Augusta
- ředitel hotelu Grand Vrána – Jiří Vala
- vrátná hotelu Grand – Valentina Thielová
- šéf diety Josef Livora – Ilja Racek
- kuchař Eda Kučírek – Antonín Navrátil
- kuchařka Vendulka – Jana Paulová
- kuchař Václav Macák – Jiří Bruder
- výčepní Říha – Svatopluk Beneš
- 1. inspektor Státní obchodní inspekce – Jan Teplý
- 2. inspektor Státní obchodní inspekce – Karel Koloušek
- 3. inspektor Státní obchodní inspekce – Milan Stehlík
- skladník Matouš – Jiří Lír
- číšník – Ivan Luťanský
- kuchařka Anděla Kouřimská – Ljuba Krbová
- paní Slívová – Blažena Holišová
- ředitel Interhotelu Vltava Nechvátal – Radoslav Brzobohatý
- provozní náměstek Blahoš – Petr Haničinec
- sekretářka Kácovská – Nina Jiránková
- architekt Petr Kára – Rudolf Jelínek
- architekt Zbyšek Jordán – Viktor Vrabec
- architekt Winter – František Němec
- skladnice Stanislava – Libuše Šafránková
- skladnice Horáčková – Jana Dítětová
- skladnice – Ludmila Molínová-Zábršová
- skladnice Monika – Zuzana Skalická
- skladník – Antonín Jedlička
- šéf skladu Prusík – Ladislav Trojan
- vedoucí personálního oddělení Jarmila Brůžková – Jiřina Petrovická
- kuchař Bronislav Rubáš – Pavel Zedníček
- Jana Rubášová – Eva Hudečková
- kuchař Tesárek – Ilja Prachař
- vrátný Interhotelu Vltava – Vítězslav Černý
- vedoucí inventurního oddělení ing. Jaromír Kryštof – Luděk Kopřiva
- referentka Milada Baběrádová – Zdena Hadrbolcová
- zahrádkář – Václav Kaňkovský
- řezník – Rudolf Vodrážka
- kuchař František Tumlíř – Petr Nárožný

## Seznam dílů
- 1. díl – Kuřátko
- 2. díl – Omáčka
- 3. díl – Svíčková
- 4. díl – Neděle
- 5. díl – Dieta
- 6. díl – Pivař
- 7. díl – Přepadovka
- 8. díl – Kočka
- 9. díl – Sporák
- 10. díl – Zatáčka
- 11. díl – Podmínka
- 12. díl – Špalek
- 13. díl – Recepce

## Reprízy
V roce 1998 Česká televize seriál zopakovala v upraveném pojetí pod názvem Rozpaky kuchaře Svatopluka po 14 letech. Průvodci ve studiu byli Josef Dvořák a Kateřina Macháčková (jeho seriálová manželka Hedvika), diváci u obrazovek tentokrát mohli hlasovat pomocí telefonních hovorů na audiotexovou linku, ale v méně situacích než při premiéře, a čas potřebný na divácké hlasování vyplňovala diskuse herců a tvůrců v televizním studiu.
V pozdějších letech (od roku 2008) byl seriál reprízován v původní verzi, tedy včetně historického hlasování z roku 1985.

## Zajímavosti
- Autor původního nápadu kinoautomatu Radúz Činčera, který nebyl k práci na projektu z politických důvodů přizván, se od tohoto seriálu posléze distancoval.[3]
- Seriálu se věnoval jeden z dílů dokumentárního cyklu Pokračování příště z roku 2003.[4]
- Možnost ovlivnit děj je jen iluzorní, nehledě na rozhodnutí se příběh vždy vrátí do stejných kolejí hned v následující scéně.
- Seriál byl vydán na DVD, kde obsahuje původní verzi s publikem a hlasováním z roku 1985. Obsahuje ale i všechny alternativní volby a je na divákovi DVD, jestli si vybere stejně jako publikum, nebo zvolí ovladačem v menu opačně. Některé scény jsou tak k vidění poprvé až na DVD, protože na ně nedošlo ani při premiéře v roce 1985 ani při opětovném uvedení v roce 1998.